# Bohemia Interactive
Bohemia Interactive (též Bohemia Interactive Studio), založená bratry Markem a Ondřejem Španělovými v roce 1999, je česká vydavatelská a vývojářská společnost, která se zaměřuje na vývoj herního software a s ním souvisejícího výzkumu v oblasti 3D grafiky, umělé inteligence a fyzikální simulace v reálném čase. Její specializací jsou bojové simulace.
Jako první dílo této společnosti byla v roce 2001 vydána hra Operace Flashpoint, na jejímž engine jménem Real Virtuality Engine pracovali bratři Španělové již od roku 1997.
Na základě hry Operace Flashpoint a jejího novějšího engine byl australskou pobočkou firmy Bohemia Interactive Simulations vytvořen pro vojenské složky USA, Austrálie a dalších zemí taktický simulátor Virtual Battlespace Systems 1.
30. září 2010 se ALTAR Games, spolu s Centauri Production a Black Element Software spojil s firmou Bohemia Interactive. Vznikla tak brněnská pobočka složená z Altar Games a pražská pobočka tvořená Black Element Software.
V únoru 2021 zakoupila menšinový podíl firmy čínská internetová společnost Tencent. Výše investované částky ani velikost podílu nebyly po dohodě obou firem zveřejněny.
Nejnovějším vydáním Bohemia Interactive je Arma Reforger: samostatný sandbox pro více hráčů, který slouží jako odrazový můstek na cestě k Arma 4 a nabízí malý náhled na to, kam se bude ubírat budoucnost série Arma.

## Historie

### Raná historie
Zakladatel Bohemia Interactive Marek Španěl toužil po tom stát se herním vývojářem v 80. letech poté, co jeho bratra přesvědčil o koupi počítače Texas Instruments TI-99/4A. Španěl nejprve pracoval jako prodejce pro herní distribuční společnost a v roce 1995 vyrobil 3D vznášedlový simulátor Gravon: Real Virtuality pro Atari Falcon. Spolu se svým bratrem Ondřejem Španělem a obchodním partnerem Slavomírem Pavlíčkem se v roce 1997 rozhodli vyvinout hru z peněz, které dostali od jeho bývalých zaměstnavatelů. V květnu 1999 oficiálně založili Bohemia Interactive.
Tým chtěl původně vyvinout střílečku jménem Rio Grande, kterou Španěl popsal jako „3D klon River Raid“. Tým však neviděl potenciál projektu a přesunul své zaměření na hru s otevřeným světem. Následně začaly práce na hře Poseidon, což byla střílečka z pohledu první osoby se silným zaměřením na realismus. V této době se tým výrazně rozšířil, z pouhého jednoho programátora na 12 stálých zaměstnanců. Podle Španěla byl celý vývojářský tým hrou velmi nadšený a soustředil se na vytvoření hry, kterou „chtěli hrát“, čímž se rozhodl nestudovat práce jiného vývojářského týmu. Poseidon trpěl prodlouženým vývojovým cyklem trvajícím více než tři roky, což způsobilo, že některé jeho technologie zastaraly. Původní vydavatel Interactive Magic byl v roce 1999 prodán a další vydavatel, který podepsal projekt, jej později chtěl opustit. Časté změny vydavatelů způsobily nejistoty ohledně financování hry. Navzdory těmto vývojovým problémům byl Poseidon úspěšně vydán v červnu 2001 pod oficiálním názvem Operace Flashpoint od Codemasters. Hra vyšla bez jakýchkoliv závažnějších chyb a stala se mezinárodním úspěchem, během prvních tří měsíců od vydání se prodalo více než 500 000 kopií a také dosáhla nejvyšší pozice v žebříčku maloobchodních prodejů po celém světě, včetně USA, Velké Británie, Německa a Austrálie. Tým byl s vydáním hry spokojený, Španěl to označil za splněný sen. Bohemia Interactive vyhrála nejlepší debut na Game Developers Choice Awards, když porazila silné soupeře včetně Remedy Entertainment (Max Payne).
Po vydání Operace Flashpoint měl tým v úmyslu pokračovat s aktualizováním hry, vyvinutím portu pro konzoli Xbox a vytvořením pokračování herní série. Verze pro Xbox (známá jako Operation Flashpoint: Elite), která měla trvat pouhých devět měsíců, byla vydána v roce 2005, čtyři roky po prvním vydání hry. Důvod dlouhého vývoje pramenil z toho, že tým nebyl obeznámen se strukturou konzole. S vydáním nové generace hardwaru včetně nové konzole Xbox si vydání Elite nezískalo očekávanou pozornost veřejnosti. Prodeje byly nevýrazné a vývoj utrpěl obrovskou finanční ztrátu. V roce 2005 společnost také založila Independent Developers Association (IDEA Games) společně s Black Element Software a Altar Games. Organizace se zaměřovala na podporu dalších nezávislých herních vývojářských studií formou služeb včetně marketingové podpory a vyjednáváním s vydavateli. Bohemia pokračovala v akvizici Black Element Software, Altar Games a Centauri Production (čtvrtý člen IDEA Games) v září 2010. Společnost získala 25 zaměstnanců, technologie a zařízení slovenského studia Cauldron v březnu roku 2014 a integrovala je s Bohemia Interactive Slovakia, která byla založena v roce 2013.
Tým začal vyvíjet pokračování Operation Flashpoint s kódovým označením Game 2 poté, co zrušili svůj projekt s otevřenou světovou tematikou westernu, který Španěl popsal jako „Flashpoint in Western“. Bohemia měli pro Game 2 velké ambice a doufali, že se z ní stane dokonalá hra, takže tým začal trávit nadměrné množství času malými detaily, od 3D skenování zbraní dle jejich reálného provedení až po modelování oční bulvy hráčské postavy. Developeři však zanedbávali některé základy a mnoho cílů zůstalo nedosaženo kvůli aktuálním kapacitám týmu a stavu technologie. V důsledku se nedodržovaly termíny stanovené vydavatelem Codemasters. Codemasters nebyli spokojeni s prací týmu a začali hledat pomoc zvenčí. Bohemia s hledáním vnější pomoci nesouhlasila a obě studia se rozhodla rozejít. Vzhledem k tomu, že Codemasters už studio finančně nepodporovalo, Bohemia vstoupila do série finančních problémů. Kromě toho si Codemasters ponechali práva na Operaci Flashpoint, která Bohemia zabránila v používání titulu v budoucnu.

### SérieArma
Na počátku roku 2000 začala americká armáda k výcviku vojáků používat mod z první Operace Flashpoint, pojmenovaný DARWARS Ambush!. Ve finanční tísni Bohemia zúročila její využití a vydělala malou sumu peněz, která společnost zachránila před bankrotem. Bohemia také založila novou divizi nazvanou Bohemia Interactive Simulations, která se specializuje na vytváření vojenských simulačních her pro armády z celého světa s názvem Virtual Battle Space. Mezitím hlavní studio, které si uvědomilo, že by mělo co nejdříve vydat novou hru, se rozhodlo ji přepracovat na enginu Elite a vytvořit duchovního nástupce Operace Flashpoint s názvem Armored Assault, později přejmenovaného na Arma: Armed Assault. Bohemia se rozhodla hru publikovat sama a spustila ji ve formě předběžného přístupu. Hra získala velkou chválu kritiků a skvělé prodeje, které stačily k záchraně společnosti.
Později začal vývoj pokračování hry Arma. Tým se rozhodl znovu použít některé ze svých komponentů Game 2 pro Arma 2 a neměl pro hru nereálné ambice. Verze pro Xbox 360 byla plánována, ale později byla vyřazena poté, co si tým myslel, že její výkon je nižší než u počítačů. Během tohoto období Codemasters oznámili Operation Flashpoint: Dragon Rising, hru spadající mezi konkurence titulů Army, protože byla prodávána jako skutečný nástupce Operace Flashpoint. Španěl nebyl spokojený s tím, jak je Dragon Rising uváděn na trh jako návrat k sérii Operace Flashpoint, přestože vznikla bez účasti Bohemia. Tým Bohemia Interactive začal být nervózní, ale po zhlédnutí herních záběrů z Dragon Rising, které považovali za podprůměrné a ani se nepřiblížili tomu, co slibovali, našel úlevu. Arma 2 byla vydána v polovině roku 2009 a měla vysoké prodeje a hodnocení. Vývojový tým brzy začal pracovat na rozšíření s názvem Operation Arrowhead, ačkoli Codemasters podnikli právní kroky, aby donutili Bohemia změnit své jméno kvůli jeho podobnosti s Operation Flashpoint. Na začátku roku 2010 společnost pokračovala ve vývoji rozšíření pro Arma 2 a vydala menší tituly, jako jsou Take On Helicopters.
Po vydání Operation Arrowhead společnost zahájila vývoj nové hry ze série Arma, tentokrát zasazené do budoucnosti. Hra nesla název Arma Futura, ve které hráči bojují s mimozemšťany a její směr se kdysi přesunul k roleplayi. Všechny tyto futuristické prvky byly později vyřazeny a byly přepracovány do realističtějšího prostředí. Titulem se nakonec stala Arma 3.
Řecká média v roce 2012 uvedla, že na řeckém ostrově Lemnos, kde se odehrála Arma 3, byli po obvinění ze špionáže zatčeni dva Češi. Později se potvrdilo, že jde o Martina Pezlara a Ivana Buchtu, oba zaměstnance Bohemia Interactive. Hlavním důvodem jejich obvinění bylo, že fotografovali vojenská zařízení, což podle řeckého práva ohrožovalo jejich národní bezpečnost. Obvinění byla vyvrácena a oba trvali na tom, že po ostrově cestovali pouze pro zábavu. V případě odsouzení by dvojici hrozilo až 20 let vězení. Tento incident se brzy stal diplomatickým problémem, český prezident Václav Klaus naléhal na řeckého prezidenta, aby tuto otázku řešil se „zvláštní pozorností“. Bohemia se také snažila motivovat svou komunitu Army k petici, aby na Řecko tlačila za propuštění dvojice. Během této doby týmová morálka klesla. Byla vydána hra Carrier Command: Gaea Mission, ale podle Španěla to "nikoho ve studiu moc nezajímalo", protože jejich přátelé uvízli v zahraničním vězení. Pezlar a Buchta byli drženi ve vězení 129 dní, dokud jim řecká vláda nepovolila propuštění na kauci. Po tomto incidentu se tým rozhodl přesunout prostředí Arma 3 z Lemnos na fiktivní ostrov s názvem „Altis“. Arma 3 byla nakonec vydána v srpnu 2013 s velmi pozitivní odezvou. Dvě mobilní hry, Arma Tactics a Arma Mobile Ops byly vydány v roce 2013 a 2016. V lednu 2013 koupila Bohemia Interactive Simulations investiční společnost Riverside Co.
Bohemia Interactive vydala Arma Reforger v květnu 2022. Hra je poháněna patentovaným enginem Enfusion společnosti a přináší návrat na ostrov Everon, kde americké a sovětské síly bojují o nadvládu v prostředí studené války. Hra je vůbec poprvé dostupná na PC a také na Xboxu. Představuje zcela novou kampaň spolu s výkonnou sadou modovacích nástrojů, které umožňují hráčům vytvářet prostředky, navrhovat scénáře, měnit herní mechanismy a upravovat bitvy v reálném čase. Arma Reforger také nabízí Workshop, kde mohou hráči sdílet své výtvory a stahovat jedinečný obsah od modderů z celého světa.

### Aktuální projekty
V roce 2012 vydal Dean Hall, zaměstnanec Bohemia Interactive pracující na Arma 3, masivně populární mod pro Arma 2 s názvem DayZ, který zahrnuje zombie jako hlavní nepřátele hry. Jeho popularita vedla k oživení prodejů Arma 2, přičemž počet registrovaných hráčů se zvýšil z 500 000 na jeden milion. Ohromen úspěchem DayZ, Bohemia jmenovala Halla, aby jej plně využil tím, že vedl vývoj samostatné videohry DayZ, která zajistila, že nebude omezován hranicemi Arma 2. Zatímco hlavním cílem bylo přesunout mod do zcela nové hry, tým také zamýšlel přidat další obsah, jako je budování základny a vylepšený crafting. Hall nakonec opustil Česko v roce 2014 a hra zůstala v předběžném přístupu, více než pět let po svém vydání v prosinci 2013, s finálním vydání alfa verze v prosinci 2018.
V listopadu 2016 společnost oznámila Bohemia Incubator, platformu pro vývoj experimentálních her. Podle Bohemia Interactive se inkubátor zaměřoval na testování návrhů a konceptů a zapojení komunity do vývoje her a také na vedení dalších technologií Bohemia včetně Enfusion enginu a podpůrných služeb. V rámci inkubátoru byly vyhlášeny dva tituly. To zahrnuje Ylands, sandboxovou hru, a Argo, volně hratelnou střílečku bez mikrotransakcí vydanou v červnu 2017. Společnost také v roce 2019 vydala Vigor, survival hru poháněnou na Unreal Engine pro konzole Xbox a PlayStation a Nintendo Switch.
V únoru roku 2021 získala akciová společnost Tencent menšinový podíl Bohemia Interactive.
Po úspěšném vydání Arma Reforger Bohemia Interactive v současné době pracuje na vývoji Arma 4. I když zatím není stanoveno žádné oficiální datum vydání, velmi očekávaný další díl bude postaven na firemním enginu Enfusion a slibuje, že přinese vzrušující novou éru kritikou uznávané franšízy.[zdroj?]

## Filozofie společnosti

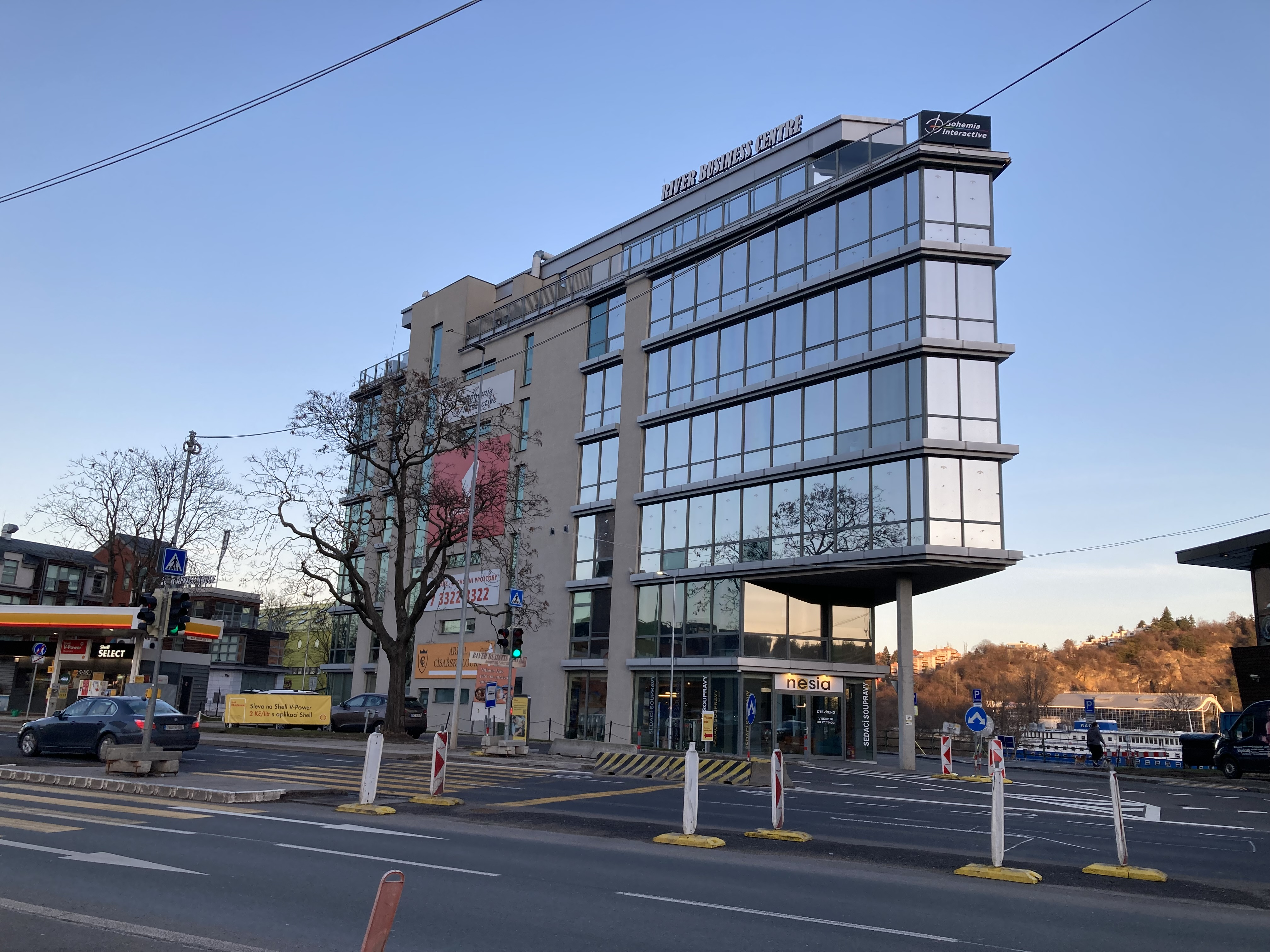
Prostory společnosti na Smíchově (poblíž zastávky Lihovar)

Bohemia Interactive si zakládá na otevřené komunikaci s hráči. Společnost připravila road mapy ve snaze nabídnout podrobnosti o některém herním obsahu po vydání, jako v případě Arma 3 a DayZ. Společnost také někdy umožňuje hráčům, aby pomohli s procesem návrhu hry. Bohemia pozvala například hráče do českého studia, aby pomohli s návrhem první Operace Flashpoint, a vydala několik titulů prostřednictvím předběžného přístupu, což je způsob, jakým je vydáno rané sestavení hry pro komunitu k testování a hraní. Mnoho her Bohemia Interactive jsou modifikovatelné, na čemž si firma zakládá již od vydání Arma: Armed Assault. Společnost ocenila hráče, kteří svými hrami tvoří nový originální obsah. V roce 2009 během BIS Community Awards vyhlásila soutěž v nazvanou „Make ARMA Not War“, ve které musí moddeři vytvářet mody, které posunou zaměření Arma z války na cokoli jiného. Tato soutěž probíhá pravidelně dodnes a je spojená s charitativní událostí. Bohemia Interactive se také postavila proti pirátství se svou technologií DEGRADE, která automaticky způsobuje technické problémy pirátským kopiím. Například v Take On Helicopters byly vizuály pirátských kopií extrémně rozmazané, zatímco kopie zakoupené legitimně stejným problémem netrpěly. Tým také zakoupil v roce 2015 tank T-72, aby vyjádřil vděčnost herní komunitě Army za podporu v posledních 16 letech.
Bohemia Interactive má také úzký vztah s Mezinárodním výborem Červeného kříže, v jehož rámci spolupracuje na zvláštním ocenění s názvem Health Care in Danger Special Award v soutěži Make Arma Not War, a také slíbila, že se bude řídit některými návrhy Červeného kříže o tom, jak by videohry měly řešit válečné zločiny.

## Hry
Bohemia Interactive se specializuje na tvorbu simulačních her se zaměřením na realismus. V roce 2001 vytvořili vojenskou simulační hru Operace Flashpoint a následovali ji rozšířením s názvem Operation Flashpoint: Resistance. Zatímco Codemasters vyvinuli dvě pokračování Operace Flashpoint, a to Operation Flashpoint: Dragon Rising a Operation Flashpoint: Red River, série byla přerušena, když Codemasters oznámili svůj plán zaměřit se na závodní hry. Mezitím Bohemia Interactive navázala na svou první hru, duchovním nástupcem nazvaným Arma: Armed Assault, po kterém následovala dvě pokračování, Arma 2 a Arma 3, z nichž obě byly velmi pozitivně hodnoceny. Společnost měla také další simulační franšízu nazvanou Take On, jenž zahrnuje Take On Helicopters, která hráčům umožňuje hrát jako pilot vrtulníku, a Take On Mars, ve které hráči prozkoumávají Mars. Oba tituly jsou však rozsahem menší ve srovnání se sérií Arma.

## Vydané hry
| Rok  | Název                            | Platformy                                      |
| ---- | -------------------------------- | ---------------------------------------------- |
| 2001 | Operace Flashpoint               | Microsoft Windows, Linux                       |
| 2002 | Operation Flashpoint: Resistance | Microsoft Windows                              |
| 2005 | Operation Flashpoint: Elite      | Xbox                                           |
| 2006 | Arma: Armed Assault              | Microsoft Windows                              |
| 2007 | Arma: Queen's Gambit             | Microsoft Windows                              |
| 2009 | Arma 2                           | Microsoft Windows                              |
| 2010 | Arma 2: Operation Arrowhead      | Microsoft Windows                              |
| 2011 | Take On Helicopters              | Microsoft Windows                              |
| 2012 | Carrier Command: Gaea Mission    | Microsoft Windows, Xbox 360                    |
| 2013 | Arma Tactics                     | Microsoft Windows, Shield Portable             |
| 2013 | Arma 3                           | Microsoft Windows                              |
| 2016 | Arma Mobile Ops                  | iOS, Android                                   |
| 2017 | Take On Mars                     | Microsoft Windows                              |
| 2017 | Mini DayZ                        | iOS, Android                                   |
| 2017 | Argo                             | Microsoft Windows                              |
| 2018 | DayZ                             | Microsoft Windows, PlayStation 4, Xbox One     |
| 2019 | Vigor                            | Xbox One, PlayStation 4, PlayStation 5, Switch |
| 2019 | Ylands                           | Microsoft Windows, PlayStation 4, Xbox One     |
| 2021 | Mini DayZ 2                      | iOS, Android                                   |
| 2022 | Arma Reforger                    | Microsoft Windows                              |